# 1916 في أستراليا
فيما يلي قوائم الأحداث التي وقعت خلال عام 1916 في أستراليا.

## سياسة

### تعيين في المنصب
- 25 مارس – ألان قاي عضو مجلس نواب تسمانيا ‏.
- 15 أبريل – والتر لي Premier of Tasmania [الإنجليزية]‏.
- 2 مايو – جيمس مكدونالد عضو المجلس التشريعي التاسماني ‏.
- 7 يوليو – جيمس كونينغهام Member of the Western Australian Legislative Council ‏.

### انتهاء فترة المنصب
- 25 مارس – جورج مارتن عضو مجلس نواب تسمانيا ‏.
- 25 مارس – جيمس مكدونالد عضو مجلس نواب تسمانيا ‏.
- 15 أبريل – جون إيرل Premier of Tasmania [الإنجليزية]‏.
- 4 مايو – جون موراي عضو الجمعية التشريعية  في فيكتوريا ‏.

## مواليد

### يناير
- 1 يناير – آرثر باتون لاعب دوري رغبي أسترالي.
- 1 يناير – أيلين بريتون ممثلة أسترالية.
- 1 يناير – إدي فينوكان لاعب دوري رغبي أسترالي.
- 1 يناير – توم كيرك لاعب دوري رغبي أسترالي.
- 1 يناير – توم نيفين لاعب دوري رغبي أسترالي.
- 1 يناير – جيم ويليام لاعب دوري رغبي أسترالي.
- 1 يناير – هارت آموس
- 3 يناير – يان ألان سياسي أسترالي.
- 9 يناير – كين كليفت كاتب أسترالي.
- 21 يناير – ألان كروفورد لاعب كرة قدم أسترالي.

### فبراير
- 1 فبراير – روزماري جولدي
- 2 فبراير – جيم كاردويل لاعب كرة قدم أسترالي.
- 3 فبراير – أ. جي. إل. شو مؤرخ أسترالي.
- 17 فبراير – فيفيان ماكغراث لاعب كرة مضرب أسترالي.
- 23 فبراير – هارولد غيلر
- 27 فبراير – روس غريغوري لاعب كركيت أسترالي.

### مارس
- 10 مارس – دوغلاس فنسنت
- 17 مارس – باتريشيا كينيدي ممثلة أسترالية.
- 18 مارس – ألان كوبر لاعب كريكت أسترالي.

### أبريل
- 2 أبريل – ليه جونسون دبلوماسي أسترالي.
- 8 أبريل – لويد بينيت لاعب كرة قدم أسترالي.
- 26 أبريل – موريس ويست كاتب أسترالي.

### مايو
- 7 مايو – اريك باتلر ناشط أسترالي.
- 17 مايو – ويليام بريل ضابط أسترالي.

### يونيو
- 5 يونيو – سيد بارنز لاعب كركيت أسترالي.
- 9 يونيو – غوين فلمنج طبيبة أسترالية.
- 20 يونيو – يان هال لاعب كرة قدم أسترالي.

### يوليو
- 3 يوليو – غوردون أوليف
- 11 يوليو – ألكسندر بروخروف
- 11 يوليو – غوف وايتلام
- 14 يوليو – رونالد بيرنت عالم بعلوم الإنسان أسترالي.
- 22 يوليو – رون ميدلتون
- 25 يوليو – باربرا فيرنون كاتبة مسرحية أسترالية.
- 28 يوليو – ريتشارد وارد قاضي أمريكي.
- 30 يوليو – جون لينكولن قاضي أسترالي.

### أغسطس
- 3 أغسطس – ريجنالد كرايغ لاعب كريكت أسترالي.
- 8 أغسطس – هيو جيلكريست دبلوماسي أسترالي.
- 27 أغسطس – جيمس رامزي سياسي أسترالي.

### سبتمبر
- 19 سبتمبر – فرانك فاريل لاعب دوري رغبي أسترالي.
- 21 سبتمبر – لين ريد سياسي أسترالي.
- 25 سبتمبر – جيسيكا أندرسون روائية أسترالية.

### أكتوبر
- 3 أكتوبر – برنارد سميث فنان أسترالي.
- 3 أكتوبر – جورج وارويك سميث
- 9 أكتوبر – باري سكوت لاعب كركيت أسترالي.
- 15 أكتوبر – جورج تورنر كاتب أسترالي.
- 25 أكتوبر – فيك جاكسون لاعب كركيت أسترالي.
- 28 أكتوبر – فرانك كير لاعب كركيت نيوزيلندي.

### نوفمبر
- 29 نوفمبر – ديفيد هاي لاعب كريكت أسترالي.

### ديسمبر
- 2 ديسمبر – نانسي واين بولتون لاعبة كرة مضرب أسترالية.
- 15 ديسمبر – برايان إيتون طيار بطل أسترالي.
- 15 ديسمبر – موريس أوستين
- 16 ديسمبر – جيف كروفورد سياسي أسترالي.
- 20 ديسمبر – بول بريكهيل

## وفيات

### يناير
- 1 يناير – بيرسي دوسن (مواليد 1865) محامي أسترالي.
- 1 يناير – هربرت بولت (مواليد 1893) لاعب دوري رغبي أسترالي.
- 30 يناير – جوزيف جاكوبس (مواليد 1854) مؤرخ بريطاني.

### فبراير
- 6 فبراير – جاك باريت (مواليد 1866)

### أبريل
- 19 أبريل – إدوارد لوكاس (مواليد 1848) لاعب كركيت أسترالي.

### مايو
- 4 مايو – جون موراي (مواليد 1851) سياسي أسترالي.
- 20 مايو – فرنسيس داونز (مواليد 1864) لاعب كريكت أسترالي.

### يوليو
- 19 يوليو – ديك جيبس (مواليد 1893) لاعب كرة قدم أسترالي.
- 30 يوليو – ويليام جونسون (مواليد 1871)

### أغسطس
- 13 أغسطس – جورج تورنر (مواليد 1851) سياسي أسترالي.
- 23 أغسطس – إدوارد باتلر (مواليد 1883) لاعب كركيت أسترالي.
- 24 أغسطس – هاري سميث (مواليد 1887) لاعب كركيت أسترالي.

### سبتمبر
- 5 سبتمبر – جورج بف (مواليد 1890) لاعب رغبي أسترالي.

### أكتوبر
- 14 أكتوبر – إليجاه كاري (مواليد 1876) نقابي نيوزيلندي.
- 21 أكتوبر – جوني كوغلان (مواليد 1876) لاعب كرة قدم أسترالي.

### ديسمبر
- 5 ديسمبر – بادي روان (مواليد 1889) لاعب كرة قدم أسترالي.
- 7 ديسمبر – جون هاميلتون (مواليد 1841) سياسي أسترالي.
- 12 ديسمبر – توم رايت (مواليد 1882) لاعب كرة قدم أسترالي.
- 15 ديسمبر – نورمان دودز (مواليد 1876) لاعب كركيت أسترالي.
- 20 ديسمبر – آرثر مورغان (مواليد 1856) سياسي أسترالي.